# Tominanga sanguicauda
Tominanga sanguicauda is een  straalvinnige vissensoort uit de familie van regenboogvissen (Telmatherinidae). De wetenschappelijke naam van de soort is voor het eerst geldig gepubliceerd in 1990 door Kottelat.
De soort staat op de Rode Lijst van de IUCN als Kwetsbaar, beoordelingsjaar 1996.